# الحسامدة
قرية الحسامدة هي إحدى القرى التابعة لمركز طما بمحافظة سوهاج في جمهورية مصر العربية. حسب إحصاءات سنة 2006، بلغ إجمالي السكان في الحسامدة 3693 نسمة، منهم 1909 رجل و1784 امرأة.